# Alberto La Marmora

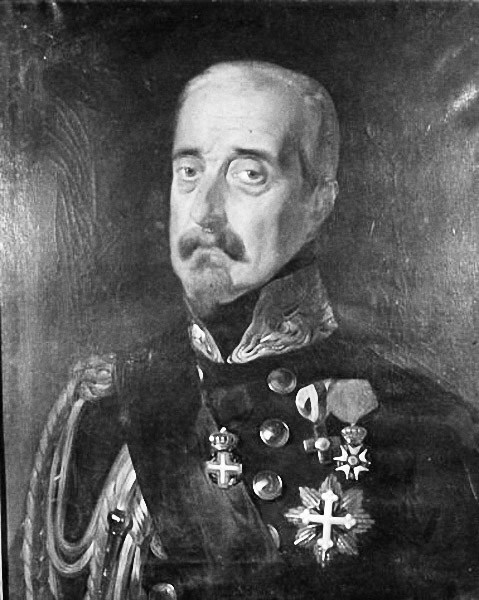
Alberto La Marmora als Generalleutnant

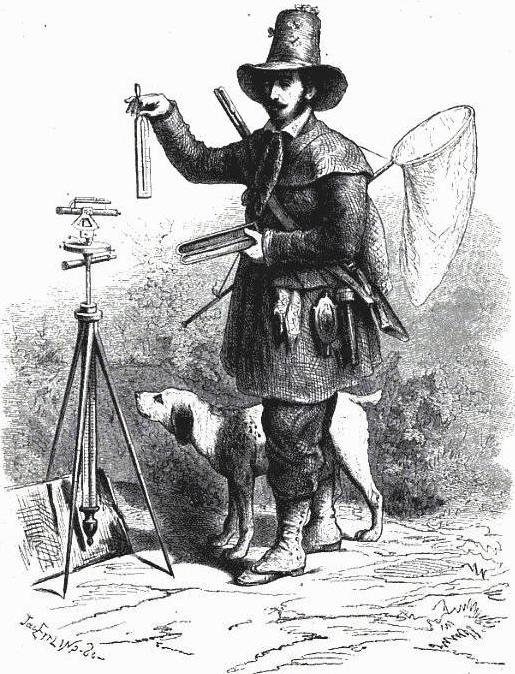
Alberto La Marmora als Wissenschaftler

Alberto Ferrero, Graf von La Maromora, auch Alberto Ferrero Della Marmora oder unter anderem auch Alberto (Ferrero) (Conte) de La Marmora (* 7. April 1789 in Turin; † 18. März 1863 ebenda) war ein piemontesischer Offizier, Senator und Naturforscher. Seine wissenschaftliche Tätigkeit konzentrierte sich auf die Insel Sardinien, um die er sich große Verdienste erwarb. Der höchste Berg Sardiniens, die Punta La Marmora, ist nach ihm benannt.

## Leben
Alberto La Marmora entstammte dem alten Adelsgeschlecht Ferrero Della Marmora aus Biella im Piemont. Seine Mutter Raffaella Argentera Di Bersezio kam ebenfalls aus adeligem Hause. Zwei seiner jüngeren Brüder, Alessandro und Alfonso, spielten während des Risorgimento als Generale und Politiker eine bedeutende Rolle. Der Vater Francesco Celestino war Berufsoffizier, dessen Onkel Filippo Fieschi della Marmora Vizekönig von Sardinien. Das in Turin regierende Haus Savoyen hatte die Insel 1720 erworben, und damit auch die Königswürde, weswegen auch die kontinentalen Besitzungen Savoyen, Nizza, Piemont und später Ligurien unter dem Namen Königreich Sardinien zusammengefasst wurden. Nachdem das Königreich mit Ausnahme Sardiniens 1802 dem napoleonischen Frankreich einverleibt worden war, trat Alberto am 14. August 1806, ein Jahr nach dem Tod seines Vaters, in die Militärschule von Fontainebleau ein, welche er im April 1807 als Unterleutnant der Infanterie abschloss und anschließend in einem französischen Regiment diente. 1808 nahm er an einem Feldzug in Kalabrien teil, 1809 wechselte er in die Armee des napoleonischen Königreiches Italien, mit der er im selben Jahr in Venetien kämpfte. Er nahm an den Schlachten bei Wagram, Lützen, Bautzen und Torgau teil und wurde am 22. Juli 1813 von Napoleon persönlich in die Ehrenlegion aufgenommen.
Nach dem Ende der napoleonischen Herrschaft übernahm ihn 1814 die piemontesische Armee als Leutnant, von 1816 bis 1821 diente er als Hauptmann. 1816 musste er seine französischen Auszeichnungen gegen den Militärorden von Savoyen eintauschen; erst 1850 erhielt er seine französischen Orden zurück. 1819 unternahm Alberto La Marmora eine erste Reise nach Sardinien, um dort ornithologische Studien durchzuführen und um zu jagen. Weitere Reisen folgten 1820 und 1821. Nach einer Revolte gegen die Restauration der Konspiration verdächtigt, entband man ihn Ende 1821 vorübergehend von seinen Dienstpflichten und schickte ihn 1822 nach Sardinien, womit man ihm jedoch eher einen Gefallen erwies. 1825 wurde La Marmora wieder in den aktiven Militärdienst übernommen, 1829 zum Major, 1834 zum Oberstleutnant und kurz danach zum Oberst befördert. In diesen Jahren unternahm er zahlreiche Reisen nach Sardinien und beschäftigte sich dort unter anderem mit Archäologie, Geologie, Ethnografie, Flora und Fauna. Ein Großteil der diesbezüglichen Kenntnisse über die Insel waren auf den 1726 in Mannheim geborenen Professor der Universität Sassari, Francesco Cetti, zurückzuführen, und dann ganz wesentlich auf La Marmora, der Cettis Arbeiten ausbaute. Im Lauf der Zeit veröffentlichte La Marmora mehr als 50 wissenschaftliche Arbeiten über Sardinien, meist in französischer Sprache, die mehr im Ausland als auf der Insel selbst gelesen wurden. Zu den bekanntesten Werken gehören Voyage en Sardaigne de 1819 à 1825 ou description statistique, physique et politique de cette île (Paris, 1826), ein Werk, das in der Auflage von 1857 zwei Bände und einen Atlas umfasste, und L'itinéraire de l'île de Sardaigne (3 Bände, 1860, Italienisch 1868). Er arbeitete vor allem mit dem Leiter des Zoologischen Museums der Universität Turin, Franco Andrea Bonelli zusammen, später auch mit dessen Nachfolger Carlo Giuseppe Gené, denen La Marmora unter anderem zahlreiche eingefangene oder erlegte Tiere für ihre Sammlung zukommen ließ.
Bereits seit 1826 arbeitete La Marmora im Auftrag des piemontesischen Generalstabs an einer topografischen Karte Sardiniens im Maßstab 1:250.000, deren zwei Blätter 1845 erschien. Sie blieb über ein halbes Jahrhundert lang die amtliche Karte Sardiniens, bis die Neuaufnahme Italiens durch das Militärgeographische Institut abgeschlossen wurde. Alberto La Marmora beschäftigte sich auf der Insel auch mit Meereskunde und der Vermessung der Küstengewässer. Seine Arbeiten spielten bei der Planung des Sueskanals eine Rolle. 1840 wurde er Generalmajor und Leiter der Marineschule in Genua.
1848 nahm er am ersten italienischen Unabhängigkeitskrieg teil, in dem er den Einsatz venezianischer Freiwilliger organisierte. 1849 zum Senator und Generalleutnant ernannt, kehrte La Marmora als Gouverneur nach Sardinien zurück und blieb dort als solcher bis zu seiner Pensionierung im Jahr 1851. Danach widmete er sich weiterhin der Insel, der Politik, seiner Tätigkeit bei verschiedenen wissenschaftlichen Gesellschaften, Instituten und Akademien sowie der Schriftstellerei.
Alberto La Marmora starb 1863 in Turin. Er wurde in Biella in der Krypta der Kirche San Sebastiano bestattet.